# 6384 Kervin
6384 Kervin è un asteroide della fascia principale. Scoperto nel 1989, presenta un'orbita caratterizzata da un semiasse maggiore pari a 1,9363762 UA e da un'eccentricità di 0,0766979, inclinata di 26,29200° rispetto all'eclittica.